# Scotopteryx nevadaria
Scotopteryx nevadaria là một loài bướm đêm trong họ Geometridae.